# Hiperbolne funkcije
Hiperbolne funkcije su funkcije u matematici koje odgovaraju trigonometrijskim funkcijama (sinus, kosinus itd.) na hiperboli. Nezavisno su ih otkrili 1760.-ih godina matematičari Vincenzo Riccati i Johann Heinrich Lambert, koji ih je koristio za računanje površine hiperbolnog trokuta. Tek su u 19. stoljeću našle širu upotrebu nakon Lobačevskijevog otkrića hiperbolne geometrije.
Dok skup svih točaka oblika (cos x, sin x) čini jediničnu kružnicu x2 + y2 = 1, skup (ch x, sh x) čini desnu stranu hiperbole x2 - y2 = 1. Hiperbolne funkcije usko su povezane s trigonometrijskim funkcijama, između ostalog zbog jednakosti (iy)2 = −y2.

## Osnovne hiperbolne funkcije
Osnovne hiperbolne funkcije su:
- sinus hiperbolni: {\displaystyle \operatorname {sh} x=\sinh x={\frac {e^{x}-e^{-x}}{2}}}
- kosinus hiperbolni: {\displaystyle \operatorname {ch} x=\cosh x={\frac {e^{x}+e^{-x}}{2}}}

Prethodne dvije funkcije su ujedno redomi neparni i parni dio eksponencijalne funkcije. Iz njih se izvode tangens i kotangens hiperbolni:
- tangens hiperbolni: {\displaystyle \operatorname {th} x=\tanh x={\frac {\operatorname {sh} x}{\operatorname {ch} x}}={\frac {e^{x}-e^{-x}}{e^{x}+e^{-x}}}}
- kotangens hiperbolni: {\displaystyle \operatorname {cth} x=\coth x={\frac {\operatorname {ch} x}{\operatorname {sh} x}}={\frac {e^{x}+e^{-x}}{e^{x}-e^{-x}}}={\frac {1}{\operatorname {th} x}}}

Rijetko se koriste:
- sekans hiperbolni: {\displaystyle \operatorname {sech} x={\frac {1}{\operatorname {ch} x}}={\frac {2}{e^{x}+e^{-x}}}}
- kosekans hiperbolni: {\displaystyle \operatorname {cosech} x={\frac {1}{\operatorname {sh} x}}={\frac {2}{e^{x}-e^{-x}}}}

## Area funkcije
Hiperbolne funkcije nisu periodične, za razliku od običnih trigonometrijskih funkcija, stoga mogu imati prave inverze. Inverzi hiperbolnih funkcija su area funkcije (oznaka: Ar); to je hiperbolni analogon arkus funkcijama na kružnici:
- area sinus hiperbolni, Arsh
- area kosinus hiperbolni, Arch
- area tangens hiperbolni, Arth
- area kotangens hiperbolni, Arcth, itd.

Hiperbolni sinus, tangens i kotangens su neparne funkcije, te stoga imaju prave inverze, dok je kosinus hiperbolni paran, pa area kosinus hiperbolni definiramo kao inverz desne polovice (x ≥ 0) funkcije ch x.

### Jednakosti
{\displaystyle \operatorname {Arsh} x=\ln \left(x+{\sqrt {x^{2}+1}}\right)}
{\displaystyle \operatorname {Arch} x=\ln \left(x+{\sqrt {x^{2}-1}}\right),\quad x\geq 1}
{\displaystyle \operatorname {Arth} x={\frac {1}{2}}\ln {\frac {1+x}{1-x}},\quad \left|x\right|<1}
{\displaystyle \operatorname {Arcth} x={\frac {1}{2}}\ln {\frac {x+1}{x-1}},\quad \left|x\right|>1}

## Derivacije
{\displaystyle {\begin{aligned}\operatorname {sh} 'x&=\operatorname {ch} x\\\operatorname {ch} 'x&=\operatorname {sh} x\\\operatorname {th} 'x&=1-\operatorname {th} ^{2}x=\operatorname {sech} ^{2}x={\frac {1}{\operatorname {ch} ^{2}x}}\\\operatorname {cth} 'x&=1-\operatorname {cth} ^{2}x=-\operatorname {cosech} ^{2}x=-{\frac {1}{\operatorname {sh} ^{2}x}}&&x\neq 0\\\operatorname {sech} 'x&=-\operatorname {th} x\operatorname {sech} x\\\operatorname {cosech} 'x&=-\operatorname {cth} x\operatorname {cosech} x&&x\neq 0\\\operatorname {Arsh} 'x&={\frac {1}{\sqrt {x^{2}+1}}}\\\operatorname {Arch} 'x&={\frac {1}{\sqrt {x^{2}-1}}}&&x>1\\\operatorname {Arth} 'x&={\frac {1}{1-x^{2}}}&&|x|<1\\\operatorname {Arcth} 'x&={\frac {1}{1-x^{2}}}&&|x|>1\\\operatorname {Arsech} 'x&=-{\frac {1}{x{\sqrt {1-x^{2}}}}}&&0<x<1\\\operatorname {Arcosech} 'x&=-{\frac {1}{|x|{\sqrt {1+x^{2}}}}}&&x\neq 0\end{aligned}}}
Zbog svojih banalnih derivacija, area funkcije se relativno često pojavljuju kao integrali jednostavnijih funkcija.
Sinus hiperbolni i kosinus hiperbolni jednaki su vlastitoj drugoj derivaciji:
{\displaystyle {\begin{aligned}\operatorname {sh} ''x&=\operatorname {sh} x\\\operatorname {ch} ''x&=\operatorname {ch} x\end{aligned}}}
Sve funkcije s tim svojstvom (uključujući ex i e−x) su linearne kombinacije sh i ch.